# Тарасівська сільська рада (Звенигородський район)
Тара́сівська сільська́ ра́да — адміністративно-територіальна одиниця та орган місцевого самоврядування у Звенигородському районі Черкаської області. Адміністративний центр — село Тарасівка.

## Загальні відомості
- Населення ради: 1 126 осіб (станом на 2001 рік)

## Населені пункти
Сільській раді підпорядковані населені пункти:
- с. Тарасівка

## Склад ради
Рада складається з 14 депутатів та голови.
- Голова ради: Недоступ Раїса Василівна
- Секретар ради: Дяченко Оксана Анатоліївна

### Керівний склад попередніх скликань
| Прізвище, ім'я, по батькові     | Основні відомості                                                 | Дата обрання | Дата звільнення |
| ------------------------------- | ----------------------------------------------------------------- | ------------ | --------------- |
| Плахотник Олександр Миколайович | Сільський голова, 1974 року народження, член Народної партії      | 26.03.2006   | 31.10.2010      |
| Недоступ Раїса Василівна        | Сільський голова, 1959 року народження, освіта вища, позапартійна | 31.10.2010   |                 |

Примітка: таблиця складена за даними сайту Верховної Ради України

### Депутати
За результатами місцевих виборів 2010 року депутатами ради стали:

#### За суб'єктами висування
| Суб'єкт висування | Кількість обраних депутатів | %   |
| ----------------- | --------------------------- | --- |
| Самовисування     | 14                          | 100 |

#### За округами
| № округу | Прізвище, ім'я, по батькові      | Дата визнання обраним | Освіта  | Партійна приналежність | Відомості про обраного депутата      |
| -------- | -------------------------------- | --------------------- | ------- | ---------------------- | ------------------------------------ |
| 1        | Безверхий Іван Миколайович       | 03.11.2010            | вища    | позапартійний          | тимчасово не працює                  |
| 2        | Бичофіст Надія Василівна         | 03.11.2010            | середня | позапартійна           | тимчасово не працює                  |
| 3        | Гордієнко Станіслав Анатолійович | 03.11.2010            | середня | позапартійний          | СТОВ АФ «Агро Рось», охоронець       |
| 4        | Данилюк Володимир Михайлович     | 03.11.2010            | середня | позапартійний          | тимчасово не працює                  |
| 5        | Данилюк Наталія Анатоліївна      | 03.11.2010            | середня | позапартійна           | Звенигородський УПЗ № 4, завідувачка |
| 6        | Данилюк Сергій Васильович        | 03.11.2010            | середня | позапартійний          | СТОВ АФ «Агро Рось», водій           |
| 7        | Дяченко Оксана Анатоліївна       | 03.11.2010            | середня | позапартійна           | секретарь                            |
| 8        | Кармазин Оксана Павлівна         | 03.11.2010            | середня | позапартійна           | приватний підприємець, вчитель       |
| 9        | Ковтун Галина Василівна          | 03.11.2010            | вища    | позапартійна           | приватний підприємець                |
| 10       | Мельник Наталія Віталіївна       | 03.11.2010            | середня | позапартійна           | завідувачка дитсадка, завідувачка    |
| 11       | Павлик Галина Василівна          | 03.11.2010            | середня | позапартійна           | дитячий садок, вихователь            |
| 12       | Павлик Галина Григорівна         | 03.11.2010            | середня | позапартійна           | соціальний працівник                 |
| 13       | Селезень Ніна Андріївна          | 03.11.2010            | вища    | позапартійна           | пенсіонер                            |
| 14       | Шепель Анатолій Володимирович    | 03.11.2010            | середня | позапартійний          | СТОВ АФ «Агро Рось», охоронець       |